# 秋田県立衛生看護学院
秋田県立衛生看護学院（あきたけんりつ えいせいかんごがくいん）は、秋田県横手市にある看護師養成・看護教育などを行う公立の専修学校。保健師助産師看護師養成所。

## 概要
学校教育法および保健師助産師看護師法に基づき、保健師、助産師または看護師になるために必要な専門の知識および技術を習得させることを目的に秋田県が設置しているもので、保健科・助産科・看護科の3学科を擁する。
秋田県立准看護婦養成所を前身とし、1958年（昭和33年）4月1日に「秋田県立高等看護学院」として秋田県秋田市に開校したのが始まりである。その後、 看護学院に併設する形で設置されていた「秋田県立保健婦学院」と統合し、現在の名称となった。その後、2008年（平成20年）4月に同県横手市の現在地へと移転した。

## 歴史

### 開校に至るまで
1951年（昭和26年）当時、秋田県内における看護師養成学校は秋田赤十字高等看護学院（日本赤十字東北看護大学介護福祉短期大学部の前身）の1校のみであり、また県内の医療需要に対して看護師が不足していたことから、看護師育成対策の必要性が高まっていた。このことから、1951年から翌1952年にかけて看護師育成に関する計画の検討が進められるようになった。
しかし、校舎や実習病院の問題を解決することができず、設置は困難な状況であったが、看護師不足は県下の医療分野における最重要課題であり、養成所の設置について強く要望されていた。そこで、まず准看護師養成から始めることになり、秋田県立病院（秋田大学医学部附属病院の前身）掘反病棟の一部を校舎として「秋田県立准看護婦養成所」を1954年（昭和29年）9月に開設した。養成所は1959年まで継続し、第6期生の卒業を最後に廃止とし、これに代わる形で1958年（昭和33年）4月1日に「秋田県立高等看護学院」が開校した。
開校後は、看護科3年課程や夜間コースの設置などで教育課程および入学定員数増など教育環境の拡充に取り組んだ。看護科3年課程については、秋田大学の医学部設置に伴い同大学へ移管されることになり、学内にあった土地建物や教育機器などもすべて移管された。これにより、移管後はしばらく不備な教育環境を余儀なくされた。

### 横手市へ移転
1996年（平成8年）、秋田県は高等教育機関の適正な配置を考慮し、県立衛生看護学院を県南地区へと移転させる計画を示し、これを短期大学とする基本構想を策定した。これに対し、県南地区の大森町・羽後町・角館町が名乗りを上げ、横手市も「地元学生の就学先確保、医療・保険・福祉サービスの充実を図るため」として「県立看護系短期大学誘致期成同盟会」を組織し、誘致の意思を示した。期成同盟会は後に「横手に看護・福祉系4年制大学を誘致する会」、「県立衛生看護学院の設置を進める会」と名称を変えながら誘致活動を進め、2004年（平成16年）に横手市への移転が決定した。これにより、県立衛生看護学院の設置を進める会は、目的を達成したとして2007年（平成19年）4月に解消した。当初は短期大学としての設置が計画されていたが、政府による短大の四年制大学への一本化の検討もあり、計画が一時白紙になるなどの経緯を経て、最終的に短期大学として設置されることはなかった。
校舎は、秋田県立横手清陵学院高等学校として郊外へ移転することになった秋田県立横手工業高等学校の跡地に建設されることになり、2008年（平成20年）4月に開校した。敷地内には秋田県立横手高等学校の定時制校舎「青雲館」も設置され、看護学院校舎とは渡り廊下で結ばれる。

### 年表
特に注釈のない項目は『秋田県看護史』の情報よるもの。
- 1958年
  - 2月3日 - 秋田県立高等看護学院指定申請。
  - 2月24日 - 第一次入学試験を実施。
  - 3月11日 - 第二次入学試験を実施。
  - 4月1日 - 「秋田県立高等看護学院」が開校。
  - 4月10日 - 入学式（開院式）を挙行。入学者30名。
  - 10月25日 - 看護婦養成所として指定認可。
  - 11月1日 - 校舎新築のため、秋田県立中央病院堀反病棟の一部を借用し、移転。
- 1961年
  - 3月4日 - 第1期生が卒業。
  - 4月1日 - 看護学院に併設する形で「秋田県立保健婦学院」を設置（定員20名）。
  - 4月30日 - 校舎が完成。堀反病棟から移転。
  - 5月8日 - 保健婦学院が、養護教諭養成機関として文部省から指定認可。
  - 11月28日 - 保健婦学院が、保健婦養成所として指定認可。
- 1962年3月8日 - 保健婦学生の第1期生が卒業。
- 1963年
  - 4月1日 - 定員を変更。高等看護学校が30名から40名に、保健婦学院が20名から25名となる。
  - 8月31日 - 校舎および寄宿舎を増築。
- 1966年4月1日 - 高等看護学校と保健婦学院が統合し、秋田県立衛生看護学院となる。保健科、看護科を設置。
- 1970年4月1日 - 看護科に2年課程（定員30名、夜間）を併設。
- 1971年11月20日 - 看護科2年課程（昼間）の定員を20名から30名に。
- 1972年4月1日 - 秋田大学医学部設置に伴い[2]、看護科3年課程を同大学に移管。
- 1973年4月1日 - 保健科の定員を35名から60名に。
- 1978年4月1日 - 県立衛生看護学院拡充整備計画に基づき[2]、旧県立中央病院6病棟跡にて改築工事に着工。
- 1979年4月1日 - 改築工事が竣工。地下1階、地上5階。
- 1980年4月1日 - 定員15名で助産科を設置。
- 1981年4月1日 - 3年課程を再開。
- 1983年
  - 3月31日 - 看護科2年課程第2部を廃止。
  - 12月8日 - 専修学校として認可[8]。
- 1996年 - 県南地区への移転計画を策定[3]。
- 2004年 - 横手市への移転が決定[3]。
- 2008年
  - 3月 -  看護科2年課程を廃止[8]。
  - 4月 - 横手市へ移転[6]。